# مغول‌ها (فیلم ۱۳۵۲)
مغول‌ها  فیلمی به کارگردانی پرویز کیمیاوی و بازیگری فهیمه راستکار و آسد علی میرزا ساخته سال ۱۳۵۲ می‌باشد.

## موضوع فیلم
پرویز کیمیاوی کارگردانی است که در تدارک ساخت فیلمش به دنبال مأموریتی فنی از سوی تلویزیون به زاهدان اعزام می‌شود، در حالی که همسرش دارد روی تز دکترا با موضوع حمله مغول‌ها کار می‌کند. حمله مغول‌ها و گسترش تلویزیون و آینده سینما به شکلی کمیک به هم متصل می‌شوند و فیلم در سیری رویاوار از یک دنیا به دنیای دیگری حرکت می‌کند.